# ンウォコ・マーベラス・アダク・ビクター
ンウォコ・マーベラス・アダク・ビクター（Nwoko Marvelous Adaku Victor、2001年8月27日 - ）は、ナイジェリアの女子バスケットボール選手である。ポジションはセンター。Wリーグのシャンソン化粧品シャンソンVマジック所属。

## 来歴
高知中央高校に留学し、ウインターカップ3位。
拓大では3年と4年の2年連続でインカレ3位。
2025年、シャンソンVマジックに加入。